# Ramrod (canção de Duane Eddy)
"Ramrod" é uma canção escrita por Al Casey, que foi lançada pela primeira vez como lado A de um single lançado pela obscura gravadora Ford em Los Angeles em 1957. A canção foi apoiada no lado B pela música "Caravana" de Duke Ellington, Juan Tizol e Irving Mills. Embora Al Casey toque na guitarra em ambos os lados deste lançamento, o disco foi chamado de "Duane Eddy and the Rock-A-Billies". Em 28 de julho de 1958, a gravação original de "Ramrod" foi dobrada com o saxofone de Plas Johnson. Os Sharps (mais tarde conhecidos como The Rivingtons) também adicionaram "gritos rebeldes" ao segundo lançamento da música pela Jamie Records (Jamie 1109) em Agosto de 1958, agora com a música "The Walker" no lado B, escrito por Lee Hazlewood e Duane Eddy. Em 1958, este lançamento alcançou o 17º lugar na parada de R&B e o 27º lugar na Billboard Hot 100. O álbum de 1958 de Duane Eddy, Have 'Twangy' Guitar Will Travel, também continha uma música.
"Ramrod" foi produzido por Lee Hazlewood e Lester Sill e foi gravado no estúdio de gravação Audio Recorders em Phoenix, Arizona.

## Outras versões
- Os Challengers lançaram uma versão em seu álbum de 1963, Surfbeat . [2]

Os Beatles, então chamados de The Silver Beetles, gravaram um cover de Ramrod no banheiro de Paul McCartney em julho de 1960. A versão nunca foi lançada oficialmente e circulou em bootlegs. 